# Кундуз (провинция)
Кунду́з (дари کندوز — Konduz, пушту کندوز‎ — Qunduz) — провинция на северо-востоке Афганистана. На севере граничит с Таджикистаном, на западе — с провинцией Балх, на востоке — с Тахар, на юге — с Баглан, на юго-западе — с Саманган. Административный центр — город Кундуз.

## История
- В эпоху греко-бактрийского царства на территории провинции был расположен г. Ай-Ханум.

XX век
- С 1918—1938 г. провинция являлась форпостом и перевалочной базой многочисленных отрядов басмачей «курбаши» — Ибрагим-бека, Мадамин-бека, Махмуд-бека, Джунаид-хана, Утан-бека, Курширмата, Абдул Ахад Кары, Сейид-Мубашир-Хана Тирази, Энвер-паши, Джафар-хана, Д. Сардара, Нурмамада, Кизил-Аяка и др.
- В начале 1990-х здесь располагались опорные и перевалочные базы непримиримой таджикской оппозиции.

XXI век
см. Война в Афганистане (2001—2021)
В августе 2016 года правительственным силам удалось отбить у движения «Талибан» стратегически важный уезд Ханабад.

## Административное деление

Районы Кундуза

Провинция Кундуз делится на 10 районов (население согласно оценке на 2021 г.):
- Алиабад — 54 207 чел.
- Дашт-и-Арчи — 97 606 чел.
- Хазарат-и Имам-Сахиб — 232 846 чел.
- Ханабад — 159 539 чел.
- Кундуз, центр провинции — 374 746 чел.
- Калайи-Зал — 81 147 чел.
- Чахардара — 84 488 чел.
- Галбад — 36 600 чел.
- Гултеппа — 10 890 чел.
- Акташ — 28 055 чел.

## Население
Основное население провинции составляют таджики, также проживают пуштуны, узбеки, хазарейцы, туркмены, этнические арабы и другие народы.

### Населенные пункты
- Исакейль
- Хаккани
- Мадраса и др.
- Мулла Гулям

## История и география
- Продолжающийся несколько десятилетий афганский кризис создал целый ряд политических феноменов в регионе. Одним из них стал «кундузский фактор», связанный с особым статусом провинции Кундуз в афганской политической системе и в региональной структуре безопасности.
- Объединяющая семь уездов — Али-Абад, Арчи, Имам-Сахиб, Ханабад, Кундуз, Калайи-Зал, Чахардара провинция — вилаят Кундуз, располагается на севере-востоке Афганистана. В отличие от других афганских вилаятов, в Кундузе практически в одинаковых численных пропорциях проживают пуштуны, таджики, узбеки, хазарейцы и этнические арабы. Внешняя граница провинции Кундуз является фактическими воротами из Южной в Центральную Азию.
- Геополитическое положение Кундуза сформировало и его особый статус в сфере региональной безопасности. В зависимости от политических обстоятельств, кундузский плацдарм превращался либо в источник региональной нестабильности, либо в гаранта её надежности.
- Так, в 30-х годах XX века именно в Кундузе располагались базы и тыловая инфраструктура «басмаческого движения», которое было главной угрозой региональной безопасности и дестабилизировало практически все советские республики Средней Азии.
- В период Афганской войны 1979—1989 годов по причине своего стратегического географического расположения, провинция находилась в зоне активных боевых действий. Южнее г. Кундуз дислоцировались воинские части соединения 40-й Общевойсковой Армии — Ограниченного контингента Советских войск в Афганистане (ОКСВА) — «201-й Гатчинской дважды Краснознамённой мотострелковой дивизии», в их числе: 149-й гвардейский мотострелковый полк и 783-й отдельный разведывательный батальон (Кундузский разведбат). На аэродроме г. Кундуз дислоцировались — «181-й отдельный вертолетный полк» и «254-я отдельная вертолётная эскадрилья».
- В провинции действовали две наиболее влиятельные партии афганских моджахедов, ИПА — Исламская партия Афганистана Гульбеддина Хекматияра — уроженца Имам-Сахиб провинции Кундуз. Объединяла под своими знаменами многочисленные отряды афганских моджахедов полевых командиров — Холмурода, Тимуршаха, Доктора Шамса, Суфи Паянда, Мулло Усмана, Самиулло и др. А также Исламское общество Афганистана — Бурханутдина Раббани уроженца соседствующего с Кундузом Файзабада и командующего отрядами моджахедов полевых командиров Арифхана, Рахматулло, Бисмулло, Арбоба Хайдара, Джабара и др.
- В 90-е годы кундузский плацдарм стал политическим центром и местом базирования вооружённых отрядов оппозиции Таджикистана, которые не только угрожали официальному Душанбе, но и воспринимались постсоветскими элитами в качестве передового отряда «нового джихада», нацеленного на всю Центральную Азию.
- Тогда же, в 1990-е годы, Кундуз получил статус стратегической точки в афганском политическом процессе, от контроля над которой зависели перспективы всего севера Афганистана. Именно захваченный талибами Кундуз стал плацдармом для широкомасштабного наступления отрядов талибов в 1997 году.

## Известные уроженцы
Гульбеддин Хекматияр руководитель Исламской партии Афганистана выходец из пуштунского племени Хароти (союза племён Гильзаи) является уроженцем уезда Имам-Сахиб провинции Кундуз.